# 陳玄暉 (天啓進士)
陈玄晖（？—？），號元阳，浙江绍兴府诸暨县军籍。明朝政治人物。

## 生平
萬曆三十七年（1609年）己酉科浙江鄉試七十八名舉人，天啓二年（1622年）壬戌科進士。未授官。

## 家族
父陈士信。